# Viktor Lazlo (album)
Albums de Viktor Lazlo
She
(1985) Club désert
(1989)
Viktor Lazlo est le second album studio de la chanteuse française Viktor Lazlo.
Au moment de sa commercialisation, la chanteuse bénéficie d'une couverture promotionnelle de choix puisqu'elle est présentatrice du Concours Eurovision de la chanson qui a lieu cette année-là en Belgique. Elle y interprète en ouverture son single Breathless.
L'album sera un succès européen et sera certifié disque d'or en Belgique.

## Titres
1. Breathless (Phil Allaert / Viktor Lazlo) 3:38
2. You are my man (Evert Verhees / Patricia Maessen) 3:28
3. Take me (Pierre Van Dormael / David Gistelinck) 5:21
4. Moonlight parade (Guybert Cadiere / Viktor Lazlo) 4:16
5. Hey baby, cool ! with The Count Basie Orchestra (Pierre Van Dormael / David Gistelinck) 3:33
6. Miracles (Jan Verheyen / Piet Vandenheuvel) 4:14
7. The wizard's call (Ralph Benatar / Viktor Lazlo) 4:22
8. Rendez-vous (Nicolas Fiszman / Viktor Lazlo) 4:20
9. In your arms (Raphaël Schillebeeckx / Jan Meeuwis) 4:11
10. Peter (Evert Verhees / Patricia Maessen) 4:35
11. Champagne and wine (Silver Van Holme / Danny Delaet) 2:42
12. Don't say no (Nicolas Fiszman / Viktor Lazlo) 4:04

Les titres 6 et 12 ne sont présents que sur la version CD de l'album.

## Crédits
Guitar : Mike Miller, Nicolas Fiszman 

Bass : Nicolas Fiszman 

Keyboards : Michael Dorian, Paul Mirkovitch, Frank Wuyts, Nicolas Fiszman, Evert Verhees 

Drums, Percussion programming : Roger Laroque Phillart ("You are my man", "Peter") 

Horns, Flügel : Denis Farias, Doug Lucas 

Saxes : Greg Smith, Bill Bergman, Peter Vandriessche 

Backing vocals : Bunny Debarge, Lou, James Ingram, Nicolas Fiszman, Viktor Lazlo 

Special guests : Toots Thielemans (Harmonica), James Ingram, Bunny Debarge 

## Classements
| Pays      | Meilleure position |
| --------- | ------------------ |
| Belgique  | 1                  |
| Pays-Bas  | 11                 |
| Autriche  | 16                 |
| Suisse    | 17                 |
| Allemagne | 20                 |
| Europe    | 34                 |
| Japon     | 65                 |

## Singles
- Breathless / Don't say no - 1987 (n°13 Belgique, n°13 Afrique du sud, n°33 Pays-Bas)
- Take Me (Remix) / Champagne And Wine - 1987
- You Are My Man (New version) / Hey Baby, Cool! - 1988